# Tayloria erythrodonta
Tayloria erythrodonta là một loài rêu trong họ Splachnaceae. Loài này được (Taylor) Spruce mô tả khoa học đầu tiên năm 1860.